# Rignac (Lot)
Rignac – miejscowość i gmina we Francji, w regionie Oksytania, w departamencie Lot.
Według danych na rok 1990 gminę zamieszkiwało 229 osób, a gęstość zaludnienia wynosiła 24 osoby/km² (wśród 3020 gmin regionu Midi-Pyrénées Rignac plasuje się na 834. miejscu pod względem liczby ludności, natomiast pod względem powierzchni na miejscu 1125.).